# Erich Rathenau
Erich Rathenau (* 26. August 1871 in Berlin; † 19. Januar 1903) war ein deutscher Ingenieur und Unternehmer.

## Biografisches
Erich Rathenau war der Sohn Emil Rathenaus und Bruder Walther Rathenaus. Er leitete von 1897 bis zu seinem Tod das von seinem Vater errichtete Kabelwerk Oberspree (KWO), die damals größte Kabelfabrik Europas. Neben anderem wurden isolierte Leitungen, Starkstromkabel bis 10 Kilovolt und Mikaniterzeugnisse hergestellt. Zum Werk gehörten auch ein Kupferwalzwerk und eine Drahtzieherei. Das KWO war eine der ersten deutschen Fabriken, die Fabrikpflegerinnen beschäftigte. Sein Vater Emil Rathenau hatte ihn für die spätere Leitung der AEG vorgesehen, deren Vorstandsmitglied er ab 1901 war.
Im Jahr 1902 ließ das AEG-Management auf Wunsch Erich Rathenaus auf dem Gelände der Kabelfabrik eine zweistöckige Villa mit ausgebautem Dachgeschoss errichten, in welcher er mit seiner Familie einziehen wollte. Er hatte den Wunsch, allzeit nah an seinem Werk zu wohnen, um über alle Ereignisse schnell informiert zu sein. Die Villa, heute mit der Adresse Wilhelminenhofstraße 75 versehen, ist auch als Rathenau-Villa bekannt.
Erich Rathenau starb am 19. Januar 1903 in Italien, nachdem er während einer gemeinsamen Reise mit seinem Vater im ägyptischen Assuan erkrankt war. Aufgrund des frühen Todes von Erich Rathenau zog die Familie nicht in die Villa ein.
Sein Grab befindet sich auf dem Waldfriedhof Oberschöneweide.

## Nutzung der Rathenau-Villa auf dem KWO-Gelände
Nach dem Zweiten Weltkrieg und der Übernahme des KWO in Staatseigentum befand sich in der Villa die Betriebsleitung. Mit der Wende und der deutschen Wiedervereinigung fiel neben den Werkhallen auch die Villa in den Besitz der Rathenau-Erben zurück. Diese ließen das Gebäude sanieren und übertrugen es an die im Jahr 1903 gegründete Berliner Elektro-Innung (BEI). Die BEI stellt unter anderem Räumlichkeiten für Start-ups zur Verfügung, wie dem Qinous, das passend zur früheren Nutzung des Geländes Energiespeichersysteme projektiert und entwickelt, mit besonderem Augenmerk auf die Nach-Nutzung der Sonnenenergie in der Nacht, womit vor allem Diesel-Notaggregate überflüssig werden könnten.